# Art Düsseldorf
Die Art Düsseldorf ist eine Kunstmesse in Düsseldorf. Seit 2017 zeigen auf der Art Düsseldorf etablierte und junge, regionale und internationale Galerien Post-War- und zeitgenössische Kunst. Vom 16. bis 18. November 2018 fand mit 91 teilnehmenden Galerien aus 19 Ländern die zweite Edition der regionalen Kunstmesse im Areal Böhler, einem ab 1914 entwickelten altindustriellen Standort der Böhler-Werke, statt.

## Messegesellschaft, Aussteller und Ausrichtung
Veranstalterin der Art Düsseldorf ist die art.fair International GmbH mit Sitz in Köln. Die GmbH befindet sich mehrheitlich im Eigentum von Andreas Lohaus und Walter Gehlen, die von 2003 bis 2016 die Artfair in Köln ausgerichtet hatten. Einen Anteil von 25,1 Prozent der Gesellschaft erwarb im Februar 2017 die MCH Group aus Basel, die unter anderem die Art Basel veranstaltet. Ihren Anteil veräußerte die MCH Group im Jahr 2019 an die Londoner Messeveranstalter Sandy Angus und Tim Etchells, Gründer und Anteilseigner verschiedener Kunstmessen im asiatisch-pazifischen Raum. Um seine strategische Position auszubauen, erwarb Angus darüber hinaus noch einen weiteren Anteil von 15 Prozent der Art Düsseldorf. Seit 2018 ist Walter Gehlen alleiniger Geschäftsführer und Direktor der Messe.
Die Auswahl der an der Messe teilnehmenden Galerien wird von einem Beirat vorgenommen. Die über 90 Teilnehmer der zweiten Edition kamen zu 53 Prozent aus der Region (Deutschland und den Benelux-Ländern), insbesondere aus dem Rheinland und zu 47 Prozent aus dem internationalen Raum. Neben zahlreichen hochkarätigen Galerien bietet die Messe mit dem Post-Lehman-Bereich auch jungen Galerien ab dem Gründungsjahr 2008 spezielle Unterstützung. Beide Ausstellungen zogen rund 40.000 Besucher an. Nach eigenen Angaben richtet sich die Kunstmesse vor allem an die Kunstinteressierten im bevölkerungsreichen und kaufkräftigen Zentrum der sogenannten Blauen Banane.
Die siebente Art Düsseldorf fand an drei Tagen in zwei Hallen des Arial Böhler im April 2025 statt.

## Resonanz
Medien und Fachleute bewerteten den Auftritt dieser zweiten großen Kunstmesse im Rheinland als eine in der Tradition der Rivalität der Rheinstädte stehende Herausforderung für die bisher führende Art Cologne. Daniel Hug, der Direktor der Art Cologne, kritisierte, dass mit der Art Düsseldorf ein weiterer „Ableger“ der Art Basel entstünde. Dies bedrohe die regionale Vielfalt und sei eine „Form von Kolonialismus“.
Die zweite Ausgabe der Art Düsseldorf im Jahr 2018 schloss jedoch mit einer durchweg positiven Bilanz von Ausstellern, Besuchern und Presse. Die Kunstmesse etablierte sich als fester Termin für Sammler, Galeristen, Kuratoren und Kunstinteressierte in der Region.

Areal Böhler
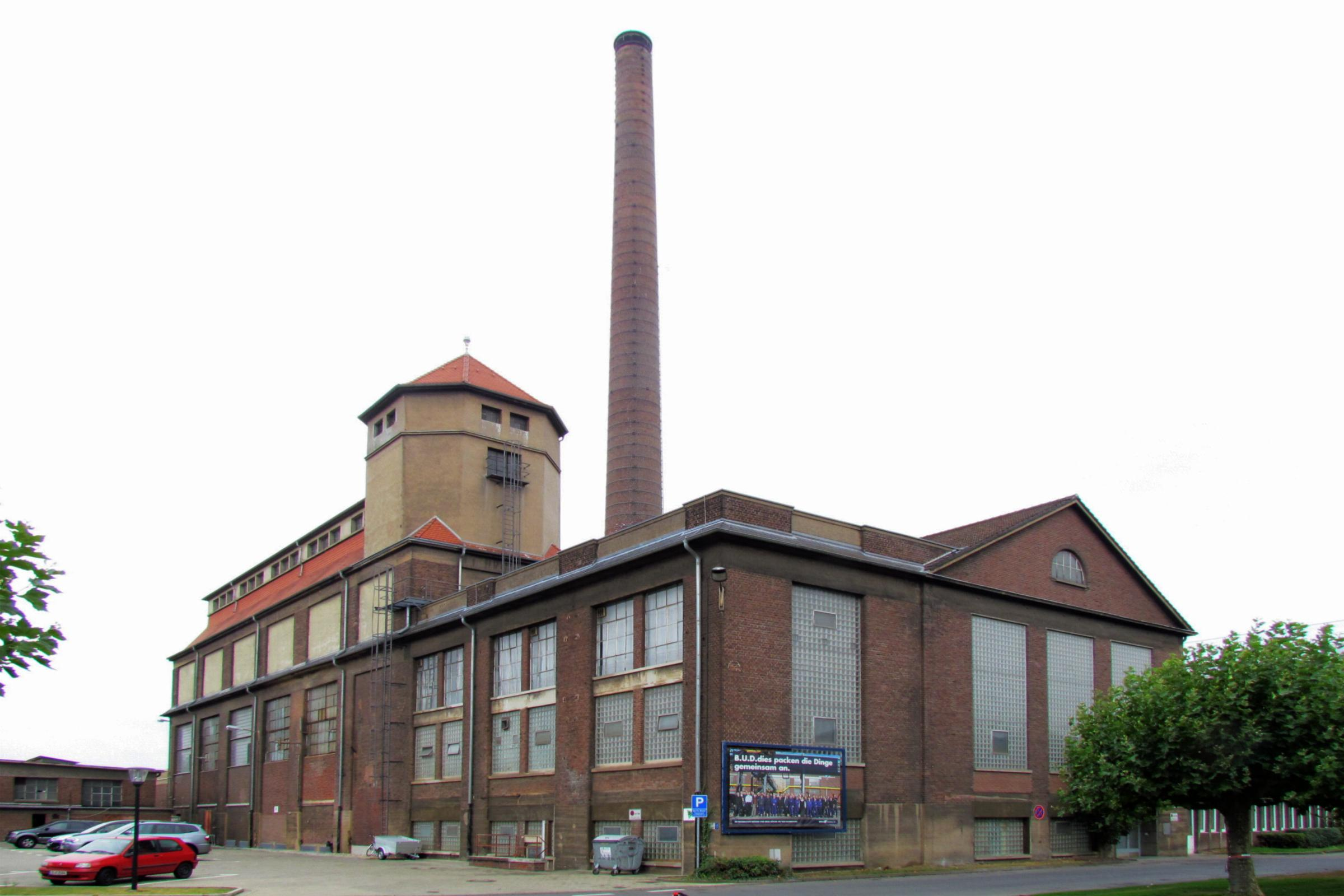
Altes Kesselhaus (2012)
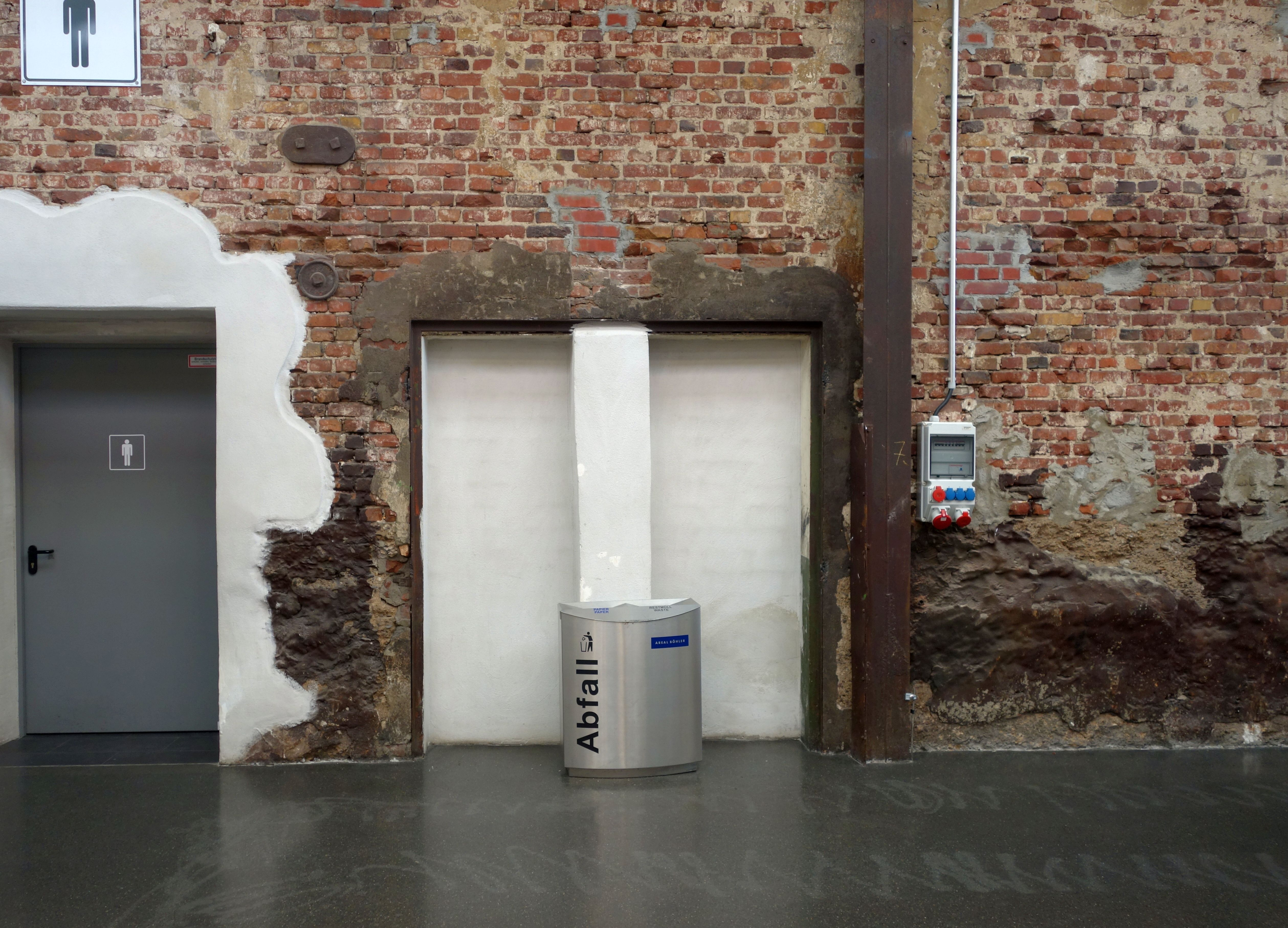
In der alten Schmiedehalle (2025)